# 215
215（二百十五、にひゃくじゅうご）は自然数、また整数において、214の次で216の前の数である。

## 性質
- 215は合成数であり、約数は 1, 5, 43 と 215 である。
  - 約数の和は264。
  - 素数を除いて σ(n) − n が平方数になる21番目の数である。1つ前は194、次は243。ただしσは約数関数。(オンライン整数列大辞典の数列 A048699)
  - 約数の個数が3連続(213,214,215)で同じになる6番目の3連続の中で最大の数である。1つ前は203、次は219。
- 215 = 63 − 1
  - n = 3 のときの 6n − 1 の値とみたとき1つ前は35、次は1295。(オンライン整数列大辞典の数列 A024062)
  - n = 6 のときの n3 − 1 の値とみたとき1つ前は124、次は342。(オンライン整数列大辞典の数列 A068601)
- 71番目の半素数である。1つ前は214、次は217。
- 各位の和が8になる19番目の数である。1つ前は206、次は224。
- 各位の積が10になる5番目の数である。1つ前は152、次は251。(オンライン整数列大辞典の数列 A199990)
- 2152 = 8! + 7! + 6! + 5! + 4! + 1!
  - n2 が階乗の和で表せる11番目の数である。1つ前は213、次は603。(オンライン整数列大辞典の数列 A014597)

## その他 215 に関連すること
- 年始から数えて215日目は8月3日。
- 西暦215年
- 215系は東海道線で「湘南ライナー」など使われていた2階建て電車である。
- 第215代ローマ教皇はピウス3世である（在位：1503年9月22日～10月18日）である。
- 215 × 10−2 = 2.15 は {\displaystyle {\sqrt[{3}]{10}}} の近似値である。(オンライン整数列大辞典の数列 A010582)